# Aabybro
Aabybro è un centro abitato della Danimarca situato  nel comune di Jammerbugt, nella regione dello Jutland Settentrionale.
Il centro abitato, che è il capoluogo e il centro abitato più popoloso  del comune, si trova nell'entroterra dell'isola di Vendsyssel-Thy circa 16 km a nord-ovest di Aalborg.

## Storia
Fino al 1º gennaio 2007 era capoluogo dell'omonimo comune che faceva parte della contea dello Jutland Settentrionale.